# وزن الهبوط الأقصى
الوزن الأقصى للهبوط (maximum landing weight) أختصاراً (MLW) هو الوزن الإجمالي الأقصى للطائرة بسبب التصميم أو القيود التشغيلية التي يسمح للطائرة بالهبوط فيها. يتم تعيين الوزن الأقصى للهبوط من أجل ضمان عمليات الإنزال الآمن؛ إذا كان وزن الطائرة ثقيلًا جدًا أثناء الهبوط، فقد تتعرض لأضرار هيكلية أو حتى تنكسر عند الهبوط. تمتلك الطائرة أيضًا أقصى وزن للإقلاع، والذي يكون دائمًا تقريبًا أعلى من الحد الأقصى لوزن الهبوط، بحيث يمكن للطائرة أن تزن أقل عند الهبوط بسبب احتراق الوقود أثناء الرحلة.: 5:28 
قد يكون وزن الهبوط للعملية مقصورًا على وزن أقل من الحد الأقصى لوزن الهبوط وفقًا لأكثر المتطلبات تقييدًا من المتطلبات التالية: 
- متطلبات أداء الطائرة لارتفاع ودرجة حرارة معينة:

- متطلبات طول مجال الهبوط،
- أقتراب متطلبات التسلق والهبوط.

- متطلبات الضوضاء

إذا كانت مدة الرحلة قصيرة بشكل غير معتاد، على سبيل المثال بسبب حالة طارئة بعد الإقلاع مباشرة تتطلب العودة إلى المطار، فقد يكون من الضروري تفريغ الوقود لتقليل وزن الهبوط. ومع ذلك، فإن بعض الطائرات غير قادرة على تفريغ الوقود. على سبيل المثال، في 3 فبراير 2020، عانت رحلة الخطوط الجوية الكندية 837، وهي طائرة بوينغ 767-300، من عطل في الإطارات الخلفية أثناء الإقلاع في مطار مدريد باراخاس في طريقها إلى تورنتو، مما تسبب في اشتعال النار في محركها الأيسر. تمكن الطيارون من إخماده عن طريق إيقاف تشغيل المحرك، ولكن نظرًا لأن بوينغ 767-300 ليست مصممة للتخلص من الوقود، فقد كان عليها البقاء في نمط احتجاز بمحرك واحد لأكثر من 4 ساعات لحرق الوقود وتحقيق أقصى وزن له، بينما أبلغ مقاتلة تابعة للقوات الجوية الإسبانية عن أضرار طفيفة في معدات الهبوط. هبطت الطائرة بسلام ولم يصب أحد.
في بعض الأحيان قد تكون حالة الطوارئ ملحة للغاية بحيث لا يتوفر للطائرة الوقت لتفريغ أو حرق الوقود من أجل تحقيق أقصى وزن هبوط لها قبل الهبوط؛ في هذه الحالة، قد يُسمح بإنزال الوزن الزائد المحفوف بالمخاطر. في حالات أخرى، قد يفشل طاقم الطائرة في تفريغ الوقود عندما لا يكون لديه الوقت للقيام بذلك قبل الهبوط، مما يؤدي إلى حوادث مميتة مثل رحلة إيروفلوت 1492 في 5 مايو 2019، حيث تحول هبوط زائد الوزن بلا داع إلى حادث تحطم قتل فيه 41 من 78 شخصًا كانوا على متنها.
عندما يُسمح بهبوط طائرة بوزن زائد، سيكون من الضروري إجراء فحص هيكلي أو تقييم لأحمال الهبوط قبل تشغيل الطائرة مرة أخرى. 